# 2019年3月伊斯坦堡市長選舉

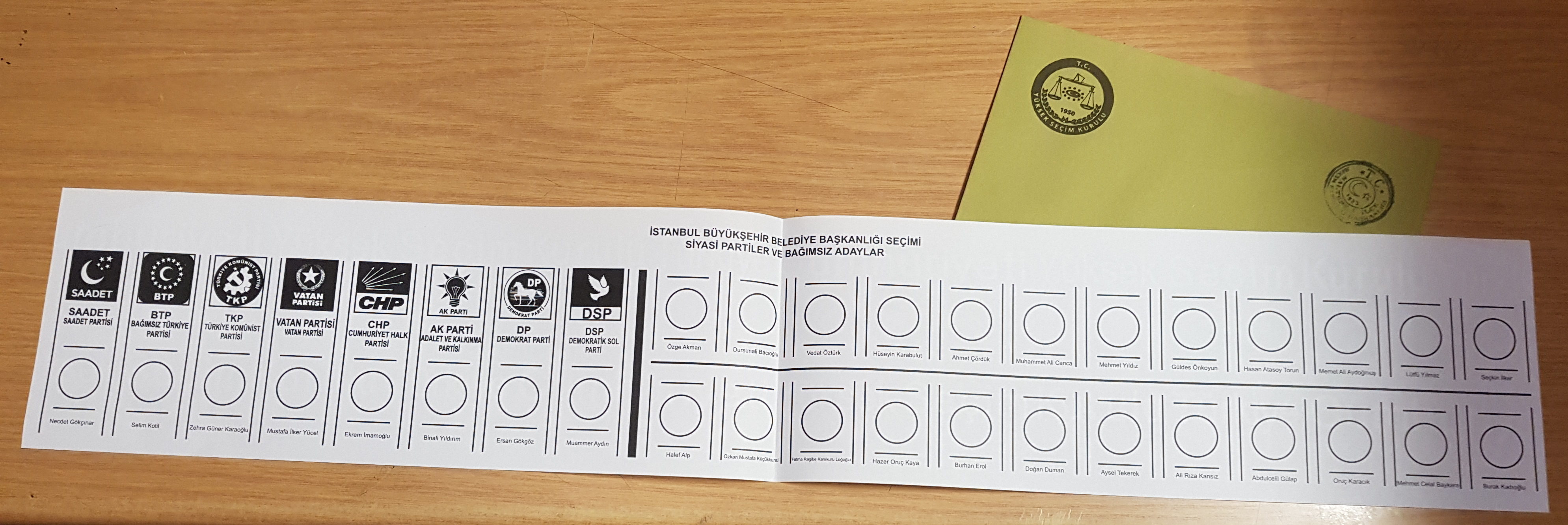
2019年伊斯坦堡市長選舉的選票

2019年3月伊斯坦堡市長選舉連同2019年土耳其地方選舉在3月31日舉行。除選出伊斯坦堡的市長外，市內39個區都會各自選出自己的區首長和區議員。但由於結果被宣佈作廢，選舉在同年6月重新舉行。
伊斯坦堡市長重選在2019年6月23日舉行，伊馬姆奥盧以54%得票率再次當選市長。

## 候選人
執政的人民聯盟正义与发展党派出前總理、現任大國民議會議長比纳利·耶伊尔德勒姆競逐伊斯坦堡市長。耶伊尔德勒姆亦獲得同樣為人民聯盟的民族主义行动党的無條件支持。
2018年12月18日，主要反對黨共和人民黨宣佈派出庇力杜祖區首長埃克雷姆·伊馬姆奥盧對壘耶伊尔德勒姆。伊馬姆奥盧相信獲得好党的支持，該黨並沒有派出任何人參選市長。

## 選舉日
官方電視台阿納多盧局為是次土耳其地方選舉提供最新結果。3月31日至4月1日之間的深夜時分，初步結果顯示耶爾德勒姆的優勢開始收窄，其得票率為48.71%，僅領先對手0.6%。4月1日清晨，耶爾德勒姆宣布勝選，發表宣言，此時阿納多盧局報導耶爾德勒姆領先對手3500票，數小時後停止更新伊斯坦堡全部選舉的結果。
電視台停止更新結果後，正義與發展黨的伊斯坦堡黨支部主席宣布他們以約3000票的優勢，勝出市長選舉。伊馬姆奥盧拒絕承認落敗、駁斥執政黨並斥責阿納多盧局不作任何更新。伊馬姆奥盧透露共和人民黨的結果顯示其以約29000票領先耶爾德勒姆，要求阿納多盧局作最新更新。阿納多盧局表示停止更新的原因乃因為點票中心並沒有給予他們最新結果。
翌日中午，阿納多盧局終於作出更新，顯示伊馬姆奥盧些微領先對手。最高選舉委員會亦在同日確認伊馬姆奥盧領先。

## 爭議
點票結束後，指示性結果顯示反對派候選人埃克雷姆·伊馬姆奥盧以些微優勢擊敗執政的人民聯盟的候選人比纳利·耶伊尔德勒姆。
當局公開未被驗証的最終結果後，提名耶爾德勒姆的正義與發展黨宣布有意挑戰結果，表示重新點算大量的無效票和棄票或有機會扭轉結果。4月2日乃挑戰選舉結果的限期，正義與發展黨正式提出投訴，指控39個區都出現選舉違規的情況。最高選舉委員會因而在翌日下令39區中18區舉行重選。4月4日，伊斯坦堡省選舉委員會駁回決定，下令其餘21區都要重點所有無效選票。
據報正義與發展黨伊斯坦堡黨支部在4月5日申請重新點算所有選票。
4月8日，總統埃爾多安聲稱執政黨發現伊斯坦堡市長選舉期間出現「有組織犯罪」，並證實向最高選舉委員會申請宣判選舉無效，補充道「無人有權在僅領先1萬3至1萬4票的情況下宣布勝出」。

總統埃尔多安向獨立工業家和商人協會發表講話時，呼籲最高選舉委員會裁定選舉無效：
|                          | 我的同胞告訴我，「這次選舉必須重新舉行」 |
| ——雷杰普·塔伊普·埃尔多安 |                                          |

但諷刺的是，正義與發展黨在選舉後翌日便在伊斯坦堡掛起數以萬計的勝選橫額。4月9日，正義與發展黨副主席確定黨將會要求最高選舉委員會舉行伊斯坦堡市長重選。
4月17日，伊斯坦堡選舉委員會拒絕應正義與發展黨的要求，押後公佈官方決定至最高選舉委員會就宣判選舉無效之後，並於同日宣布埃克雷姆·伊馬姆奥盧為伊斯坦布爾新市長。

### 大切克梅傑
正義與發展黨聲稱約11000名選民做票，非法將住址登記在大切克梅傑區內，以致能夠在該區投票。警方其後展開行動，拘留數名負責選舉的公務員和搜查被指種票的選民寓所。警方行動備受廣泛批評，指責警方在沒有提供任何確鑿犯罪證據下進行大規模搜查，有居民指摘警方要求他們透露他們的投票取向。正義與發展黨批評指責警方的人士，表示黨的記錄能夠從選民的「姓氏」中得知他們的政治取向，有關言論引發更大爭議。

## 結果
以下為由伊斯坦堡選舉委員會在2019年4月17日公佈、但被最高選舉委員會宣判無效的經重點後伊斯坦布爾選舉結果。
| 政黨       | 政黨                               | 候選人                                    | 得票           | %     | ±      |
| ---------- | ---------------------------------- | ----------------------------------------- | -------------- | ----- | ------ |
|            | 共和人民黨                         | 埃克雷姆·伊馬姆奥盧                       | 4,169,765      | 48.8  | ▲ 8.7% |
|            | 正义与发展党                       | 比纳利·耶伊尔德勒姆                       | 4,156,036      | 48.6  | ▲ 0.7% |
|            | 幸福黨                             | 內傑代特·郭千禮（Necdet Gökçınar）        | 103,364        | 1.2   | ▼ 0.2% |
|            | 民主左翼党                         | 莫魅·艾登（Muammer Aydın）                | 30,884         | 0.4   | ▲ 0.3% |
|            | 獨立土耳其黨                       | 塞利姆·科蒂爾（Selim Kotil）              | 27,087         | 0.3   | ▲ 0.2% |
|            | 民主党                             | 艾辛·高國斯（Ersan Gökgöz）               | 22,268         | 0.3   | ▲ 0.2% |
|            | 爱国党                             | 穆斯塔法·奕格·余齊（Mustafa İlker Yücel） | 15,428         | 0.2   | ━ 0.0% |
|            | 無黨籍                             | 所有無黨籍人士                            | 14,657         | 0.2   | ▲ 0.2% |
|            | 共產黨                             | 佘華·管賴·賈魯古（Zehra Güner Karaoğlu）  | 10,349         | 0.1   | ━ 0.0% |
| 有效票數   | 有效票數                           | 有效票數                                  | 8,549,838      | 96.4  | -      |
| 無效票數   | 無效票數                           | 無效票數                                  | 315,248        | 3.6   | -      |
| 投票率     | 投票率                             | 投票率                                    | 8,865,086      | 83.9  | ▼ 5.5% |
| 已登記選民 | 已登記選民                         | 已登記選民                                | 10,570,939     |       |        |
|            | 共和人民黨从正义与发展党赢得的議席 | 共和人民黨从正义与发展党赢得的議席        | 得票率变化对比 | ▲ 8.0 |        |